# تابولاریوم
تابولاریوم (به لاتین: Tabularium) ساختمانی است که در سده نخست پیش از میلاد ساخته شده بود تا از اسناد و بایگانی دولت جمهوری روم نگهداری کند. این ساختمان در فروم رم و بر روی تپه‌ کاپیتول (کوچک‌ترین تپه از تپه‌های هفتگانه) قرار داشت و قریب ۴۰ ذرع ارتفاع داشت و رومیان برفراز آن معبدی برای ژوپیتر ساخته بودند.